# Glenn Murcutt
Glenn Murcutt (Londres, 25 de julho de 1936) é um arquiteto australiano.
Cresceu na cidade de Morobe, distrito da Papua-Nova Guiné, onde desenvolveu a preferência por uma arquitetura mais simples e primitiva. Seu pai o introduziu à arquitetura de Ludwig Mies van der Rohe e às filosofias de Henry David Thoreau, que acabaram influenciando seu estilo arquitetônico.
Formou-se arquiteto em 1961, pela Universidade de New South Wales e estabeleceu escritório próprio em Sydney, na Austrália, em 1970. Seus pequenos e simples, no entanto extremamente criativos e bem resolvidos projetos, lhe renderam o Prêmio Pritzker em 2002.

## Projetos
- 1972–74 : Casa Laurie Short, Sydney
- 1974–75 : Casa Marie Short, Kempsey
- 1976-83 : Pousada Berowra Waters, Berowra Waters
- 1977–78 : Casa Ockens, Cromer
- 1977–80 : Casa Nicholas, Mount Irvine
- 1977–80 : Casa Carruthers, Mount Irvine
- 1982 : Centro de Visitantes Kempsey, Kempsey
- 1981–83 : Casa Ball-Eastaway, Glenorie
- 1976–88 : Museum of Local History and Tourist Office, Kempsey
- 1981–82 : Casa Fredericks, Jamberoo
- 1982–84 : Casa Magney, Bingie Bingie
- 1986–90 : Casa Magney, Sydney
- 1988–91 : Casa Done, Sydney
- 1988–92 : Casa Meagher, Bowral
- 1992 : Raheen (Adição da Pratt Family Wing), Kew
- 1989–94 : Casa Simpson-Lee, Mount Wilson
- 1991–94 : Casa Marika-Alderton, Comunidade Yirrkala, Arnhem Land
- 1992 : Murcutt Guest Studio, Kempsey
- 1992–94 : Centro de Visitantes Bowali, Parque Nacional Kakadu
- 1994 - 97: Casa Deakins/Beckwith, Woollahra
- 1994–96 : Casa Schnaxl, Newport
- 1996–98 : Casa Fletcher-Page, Kangaroo Valley
- 1995–96 : Casa Douglas and Ruth Murcutt, Woodside
- 1996–99 : Centro Artístico Arthur e Yvonne Boyd, Riversdale, Cambewarra
- 1997–2001 : Casa em Kangaloon
- 2000–03 : Casa e Estúdio Murcutt/Lewin, Mosman
- 2001–05 : Casa Walsh, Kangaroo Valley
- 2002–03 : Vinícula da Lerida Estate, Lake George
- 2006–07 : Centro Educacional Moss Vale (Universidade de Wollongong), Moss Vale
- 2006–16 : Centro Islâmico Australiano, Newport
- 2019 : Mpavillion, Melbourne
- 2016–2022 : Cobar Sound Chapel, Cobar